# Glyceria (Heilige)

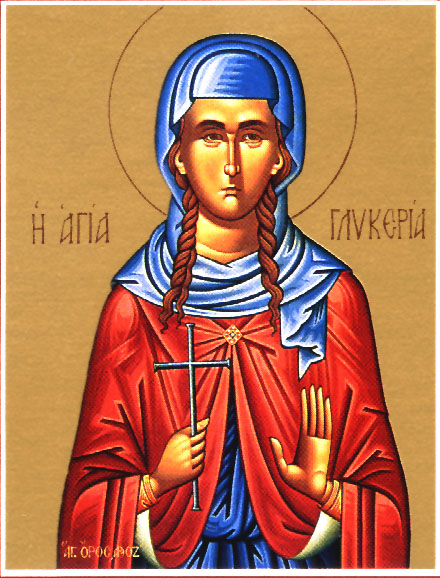
Ikone mit Darstellung der hl. Glyceria

Glyceria (griechisch Γλυκερία, Glykeria; † 177 in Herakleia) war eine christliche Märtyrin und Heilige.
Der Überlieferung zufolge war Glyceria die Tochter eines römischen Konsuls oder Senators namens Macarius. Sie selbst stammte der Legende zufolge aus Trajanopolis in Griechenland und war eine christliche Jungfrau, als sie das Martyrium erlitt. Der Präses Sabinus forderte sie auf, den römischen Göttern zu opfern. Glyceria bekannte sich zum christlichen Glauben und betete zu Gott, woraufhin die Bildnisse der römischen Götter zu Boden stürzten. Man hängte Glyceria an den Haaren auf, folterte sie mit eisernen Krallen und warf sie in den Kerker. Als Sabinus nach Herakleia zog, wurde auch Glyceria dorthin gebracht und in einen Ofen geworfen, ohne dass dies ihr etwas anhaben konnte. Schließlich warf man sie den wilden Tieren vor. Glyceria starb jedoch, ohne dass ihr Körper Spuren irgendeiner Verletzung trug.
In Herakleia wurde eine Kirche errichtet und der Heiligen geweiht. Auf Limnos werden ihre Reliquien verehrt. Gedenktag der Heiligen ist der 13. Mai.